# Katharina Liensbergerová

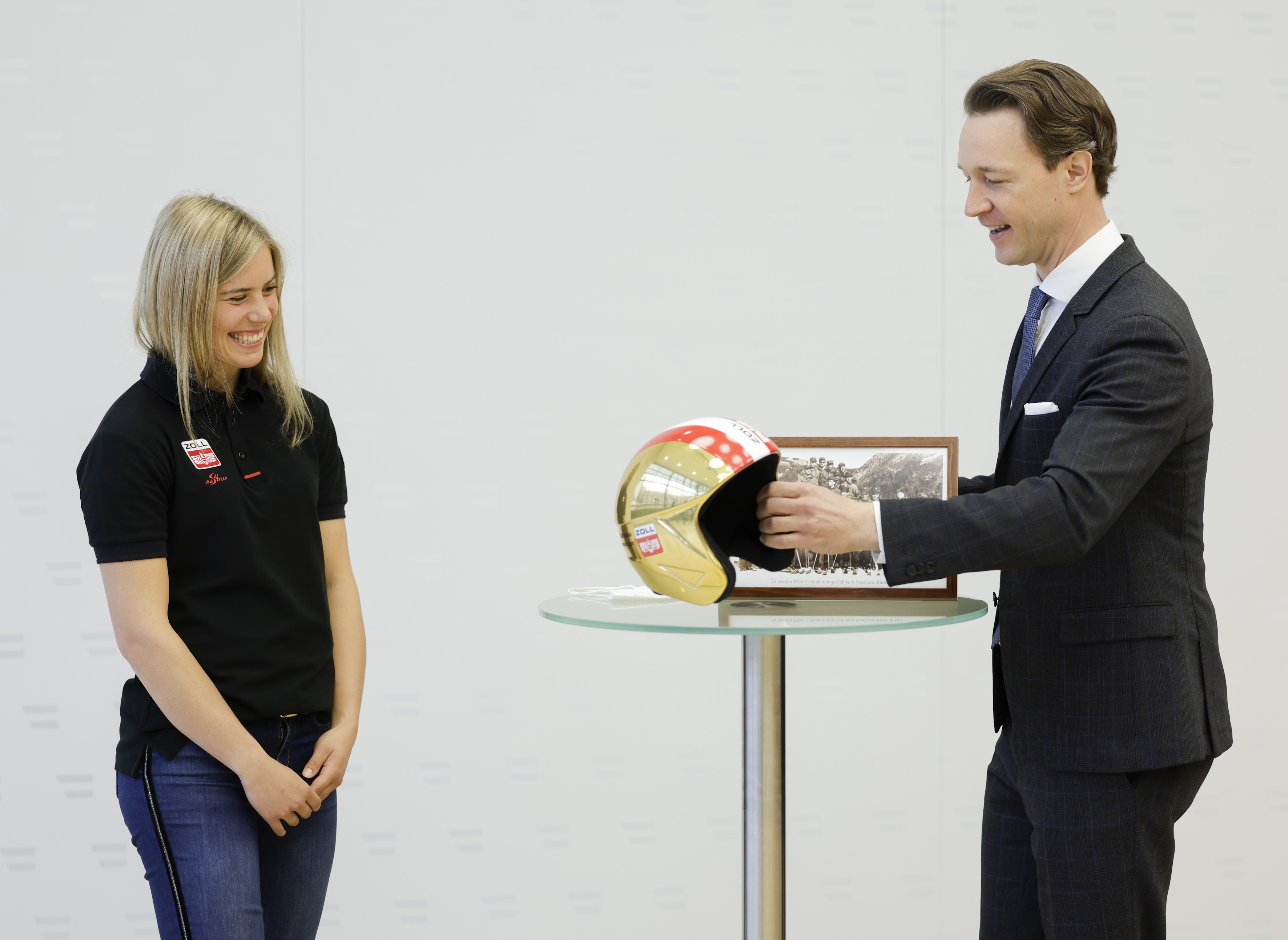
Rakouský ministr financí Gernot Blümel předal Liensbergerové, profesí celnici, zlatou přilbu s logem celníků za její výborné výsledky v sezóně 2021

Katharina Liensbergerová (* 1. dubna 1997 Feldkirch, Vorarlbersko) je rakouská alpská lyžařka specializující se na technické disciplíny slalom, obří slalom a paralelní slalom.
Na Zimních olympijských hrách 2018 v Pchjongčchangu byla členkou rakouského týmu, který vybojoval stříbrnou medaili ve smíšené soutěži. Z pekingské Zimní olympiády 2022 si odvezla individuální stříbro ze slalomu a zlato ze soutěže družstev. Na světových šampionátech získala čtyři medaile. Dvojnásobnou mistryní světa se stala na MS 2021 v Cortině d'Ampezzo, kde vyhrála paralelní obří slalom a slalom, v němž porazila čtyřnásobnou obhájkyni prvenství Mikaelu Shiffrinovou. Bronz na cortinském šampionátu přidala v obřím slalomu po ztrátě vedení v prvním kole. Stříbrný cenný kov si odvezla také ze smíšené soutěže družstev na MS 2019 v Åre.
Ve Světovém poháru obsadila v sezóně 2019/2020 třetí místo ve slalomu. V celkovém hodnocení světového seriálu se nejlépe umístila na páté příčce v ročníku 2020/2021. Malý křišťálový glóbus za vítězství ve slalomu vybojovala v sezóně 2020/2021. Do října 2022 ve Světovém poháru vyhrála tři závody, když dvakrát ovládla slalom v Åre a jednou v Lenzerheide. V březnu 2021 se tak stala se první rakouskou vítězkou ve slalomu od Nicole Hospové z listopadu 2014.

## Soutěžní debuty
První soutěž Mezinárodní lyžařské federace odjela jako šestnáctiletá v listopadu 2013, když v severoitalské Soldě nastoupila do obřího slalomu. Umístila se v něm na 29. příčce. Premiérovou účast v Evropském poháru zaznamenala 5. ledna 2016 ve švýcarském Zinalu, kde vypadla v úvodním kole obřího slalomu. O týden později následoval debut ve Světovém poháru flachauským slalomem, v němž nepostoupila do druhé části. Rakousko na olympijských hrách poprvé reprezentovala na XXIII. zimní olympiádě v Pchjongjangu. Ve skiareálu Jongpchjong se umístila na 8. místě ve slalomu. Na mistrovství světa se poprvé představila v obřím slalomu únorového Světového šampionátu 2019 v Åre, kde skončila dvanáctá.

## Světový pohár

### Sezónní vítězství – křišťálové glóby
|        |            |
| Sezóna | Disciplína |
| 2021   | slalom     |

### Stupně vítězů

#### Přehled
|        | Slalom | Obří slalom | Sjezd | Super-G | Kombinace | Paralel. sl. | Celkem |
| Výhry  | 3      | 0           | 0     | 0       | 0         | 0            | 3      |
| Pódium | 13     | 1           | 0     | 0       | 0         | 0            | 14     |

#### Závody
| Umístění na stupních vítězů |                    |                        |             |          |
| Sezóna                      | datum              | místo konání           | disciplína  | umístění |
| 2019                        | 8. ledna 2019      | Flachau, Rakousko      | slalom      | 3.       |
| 2020                        | 29. prosince 2019  | Lienz, Rakousko        | obří slalom | 3.       |
| 2020                        | 4. ledna 2020      | Záhřeb, Chorvatsko     | slalom      | 3.       |
| 2021 (2 vítězství)          | 21. listopadu 2020 | Levi, Finsko           | slalom      | 3.       |
| 2021 (2 vítězství)          | 22. listopadu 2020 | Levi, Finsko           | slalom      | 3.       |
| 2021 (2 vítězství)          | 29. prosince 2020  | Semmering, Rakousko    | slalom      | 2.       |
| 2021 (2 vítězství)          | 3. ledna 2021      | Záhřeb, Chorvatsko     | slalom      | 2.       |
| 2021 (2 vítězství)          | 12. ledna 2021     | Flachau, Rakousko      | slalom      | 2.       |
| 2021 (2 vítězství)          | 12. března 2021    | Åre, Švédsko           | slalom      | 2.       |
| 2021 (2 vítězství)          | 13. března 2021    | Åre, Švédsko           | slalom      | 1.       |
| 2021 (2 vítězství)          | 20. března 2021    | Lenzerheide, Švýcarsko | slalom      | 1.       |
| 2022 (1 vítězství)          | 29. prosince 2021  | Lienz, Rakousko        | slalom      | 2.       |
| 2022 (1 vítězství)          | 4. ledna 2022      | Záhřeb, Chorvatsko     | slalom      | 3.       |
| 2022 (1 vítězství)          | 12. března 2022    | Åre, Švédsko           | slalom      | 1.       |

### Konečné pořadí v sezónách
| Sezóna                        |         |        |                  |         |       |           |                  |     |
| Věk                           | Celkové | Slalom | Obří slalom      | Super-G | Sjezd | Kombinace | Paralelní slalom |     |
| 2017                          | 19 let  | 106.   | 44.              | —       | —     | —         | —                | —   |
| 2018                          | 20 let  | 36.    | 14.              | 34.     | —     | —         | —                | —   |
| 2019                          | 21 let  | 12.    | 7.               | 12.     | —     | —         | —                | —   |
| 2020                          | 22 let  | 16.    | Bronzová medaile | 13.     | —     | —         | —                | 26. |
| 2021                          | 23 let  | 5.     | Zlatá medaile    | 10.     | —     | —         | —                | 16. |
| 2022                          | 24 let  | 15.    | 4.               | 21.     | —     | —         | —                | 16. |
| Aktualizováno k 5. dubnu 2022 |         |        |                  |         |       |           |                  |     |

## Vrcholné akce

### Mistrovství světa
| Rok  | Věk    | slalom | Obří slalom | Super-G | Sjezd | Kombinace | Paralelní | Týmy |
| 2019 | 21 let | 4.     | 12.         | —       | —     | —         | —         | 2.   |
| 2021 | 23 let | 1.     | 3.          | —       | —     | —         | 1.        | 5.   |

### Zimní olympijské hry
| Rok  | Věk    | slalom | Obří slalom | Super-G | Sjezd | Kombinace | Týmy |
| 2018 | 20 let | 8.     | —           | —       | —     | —         | 2.   |
| 2022 | 24 let | 2.     | 15.         | —       | —     | —         | 1.   |